# Cordillera Oriental (Bolivia)
La cordillera Oriental de Bolivia se caracteriza por estar formada por cadenas paralelas que despliegan de norte a sur, y las cuales en muchas ocasiones se internan en regiones boscosas y húmedas, ricas en productos agrícolas y ganaderas.  

## Secciones

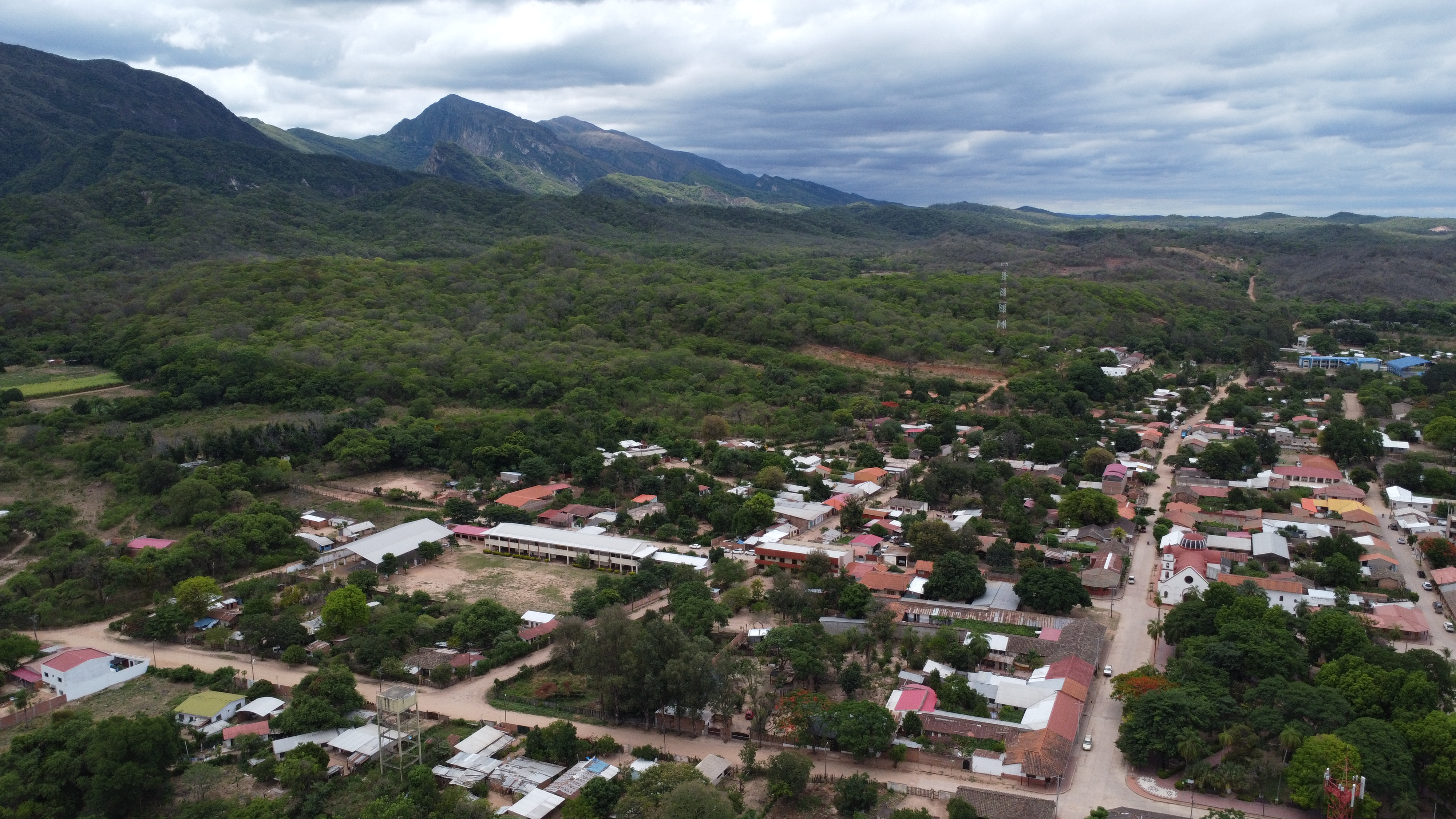
Vista de la serranía de Charagua, ubicada en la provincia de Cordillera en el Chaco boliviano.

Se divide en tres secciones las cuales son las siguientes: Septentrional, Central y Meridional.

### Septentrional
Septentrional, caracterizada por ser una continuidad de serranías como Eslabón, San Buenaventura, Muchane, Pilón y un etc. entre su cimas más importantes se encuentran las siguientes: Cerro Astalaya y Colorado.

### Central
Central,  se caracteriza por estar formada íntegramente por la cordillera de Cochabamba, esta sección al atravesar el departamento de Cochabamba forma los Yungas en el Chapare. Sus cimas principales son el Tunari con 5.035 m s. n. m.  y el San Benito con 4.298 m s. n. m. Se extiende hacia el departamento de Santa Cruz formando las serranías aisladas como Mataracu, San Rafael (Cerro San Rafael 2.098 m s. n. m.), Las Juntas, Los Volcanes (Cerro Amboró 1.450 m s. n. m. ) estos últimos en el parque nacional Amboró.

### Meridional
Meridional, esta sección comienza en el norte del departamento de Chuquisaca con la cadena Presto y termina en las serranías de Caiza y Capirenda en la provincia del Gran Chaco, ubicada en el departamento de Tarija. No tiene cimas representativas.

## Principales cimas
| Nombre           | Altitud m s. n. m. | Coordenadas | Departamento |
| ---------------- | ------------------ | ----------- | ------------ |
| Cerro Tunari     | 5.035              |             | Cochabamba   |
| San Benito       | 4.298              |             | Cochabamba   |
| Cerro Naranjos   | 3.092              |             | Santa Cruz   |
| Cerro San Rafael | 2.098              |             | Santa Cruz   |
| Cerro Amboró     | 1.450              |             | Santa Cruz   |